# Jipapad
Jipapad (Bayan ng Jipapad) är en kommun i Filippinerna. Kommunen ligger på ön Samar, och tillhör provinsen Östra Samar. Folkmängden uppgår till 6 596 invånare.
Jipapad är indelat i 13 barangayer.